# Percy és a tigris mesék
A Percy és a tigris mesék (eredeti cím: Percy's Tiger Tales) francia-luxemburgi 3D-s számítógépes animációs sorozat, a Fabrique d'Images, Planet Nemo Animation és Skyline Entertainment produkciója. 
Franciaországban 2012-ben a TiJi tűzte műsorra. Magyarországon 2018 óta a Kiwi TV vetíti.